# Trophée de France 1988
Navigation
Édition précédente Édition suivante
Le Trophée de France est une compétition internationale de patinage artistique qui se déroule en France au cours de l'automne. Il accueille des patineurs amateurs de niveau senior dans quatre catégories: simple messieurs, simple dames, couple artistique et danse sur glace. En 1988 il s'appelait également Trophée Lalique.
Le deuxième Trophée de France est organisé du 11 au 13 novembre 1988 au palais omnisports de Paris-Bercy.

## Résultats

### Messieurs
| Rang | Nom                 | Pays             | Points | Fig. impo. | Prog. court | Prog. libre |
| ---- | ------------------- | ---------------- | ------ | ---------- | ----------- | ----------- |
| 1    | Paul Wylie          | États-Unis       | 2.8    | 3          | 1           | 1           |
| 2    | Grzegorz Filipowski | Pologne          | 3.6    | 1          | 2           | 2           |
| 3    | Michael Slipchuk    | Canada           | 8.6    | 8          | 4           | 3           |
| 4    | Makoto Kano         | Japon            | 9.4    | 9          | 3           | 4           |
| 5    | Dmitri Gromov       | Union soviétique | 10.0   | 2          | 7           | 5           |
| 6    | Lars Dresler        | Danemark         | 12.8   | 5          | 8           | 6           |
| 7    | Oliver Höner        | Suisse           | 13.4   | 6          | 5           | 8           |
| 8    | Axel Médéric        | France           | 14.2   | 4          | 6           | 9           |
| 9    | Nicolas Pétorin     | France           | 16.6   | 9          | 10          | 7           |
| 10   | Frédéric Lipka      | France           | 18.2   | 7          | 9           | 10          |

### Dames
| Rang | Nom                | Pays               | Points | Fig. impo. | Prog. court | Prog. libre |
| ---- | ------------------ | ------------------ | ------ | ---------- | ----------- | ----------- |
| 1    | Claudia Leistner   | Allemagne          | 2.0    | 1          | 1           | 1           |
| 2    | Natalia Gorbenko   | Union soviétique   | 6.2    | 2          | 4           | 3           |
| 3    | Evelyn Großmann    | Allemagne de l'Est | 7.0    | 8          | 3           | 2           |
| 4    | Jeri Campbell      | États-Unis         | 7.4    | 3          | 2           | 5           |
| 5    | Karen Preston      | Canada             | 9.4    | 6          | 5           | 4           |
| 6    | Iveta Voralova     | Tchécoslovaquie    | 12.2   | 4          | 6           | 7           |
| 7    | Surya Bonaly       | France             | 14.8   | 10         | 8           | 6           |
| 8    | Tamara Téglássy    | Hongrie            | 15.2   | 5          | 7           | 9           |
| 9    | Sandra Garde       | France             | 17.8   | 11         | 9           | 8           |
| 10   | Yukiko Kashihara   | Japon              | 20.0   | 7          | 12          | 10          |
| 11   | Claude Péri        | France             | 21.6   | 9          | 10          | 12          |
| 12   | Sabine Contini     | Italie             | 23.6   | 12         | 13          | 11          |
| 13   | Petra Vonmoos      | Suisse             | 25.2   | 14         | 11          | 13          |
| 14   | Anisette Torp-Lind | Danemark           | 27.6   | 13         | 14          | 14          |

### Couples
| Rang | Nom                                | Pays                 | Points | Prog. court | Prog. libre |
| ---- | ---------------------------------- | -------------------- | ------ | ----------- | ----------- |
| 1    | Elena Bechke / Denis Petrov        | Union soviétique     | 1.5    | 1           | 1           |
| 2    | Mandy Wötzel / Axel Rauschenbach   | Allemagne de l'Est   | 3.0    | 2           | 2           |
| 3    | Katy Keely / Joseph Mero           | États-Unis           | 4.5    | 3           | 3           |
| 4    | Christine Hough / Doug Ladret      | Canada               | 6.0    | 4           | 4           |
| 5    | Anuschka Gläser / Stephan Pfrengle | Allemagne de l'Ouest | 7.5    | 5           | 5           |
| 6    | Lisa Cushley / Neil Cushley        | Royaume-Uni          | 9.0    | 6           | 6           |

### Danse sur glace
| Rang | Nom                                     | Pays                 | Points | Danse imposée | Danse originale | Danse libre |
| ---- | --------------------------------------- | -------------------- | ------ | ------------- | --------------- | ----------- |
| 1    | Susan Wynne / Joseph Druar              | États-Unis           | 2.0    | 1             | 1               | 1           |
| 2    | Sharon Jones / Paul Askham              | Royaume-Uni          | 4.0    | 2             | 2               | 2           |
| 3    | Oksana Grichtchouk / Alexander Chichkov | Union soviétique     | 6.0    | 3             | 3               | 3           |
| 4    | Jo-Anne Borlase / Martin Smith          | Canada               | 8.0    | 4             | 4               | 4           |
| 5    | Dominique Yvon / Frédéric Palluel       | France               | 10.0   | 5             | 5               | 5           |
| 6    | Sophie Moniotte / Pascal Lavanchy       | France               | 12.0   | 6             | 6               | 6           |
| 7    | Andrea Weppelmann / Hendrik Schamberger | Allemagne de l'Ouest | 14.0   | 7             | 7               | 7           |
| 8    | Anna Croci / Luca Mantovani             | Italie               | 16.4   | 9             | 8               | 8           |
| 9    | Andrea Juklova / Martin Simecek         | Tchécoslovaquie      | 17.6   | 8             | 9               | 9           |

## Source
- (en) « Ice Abroad, LALIQUE TROPHY », sur usfsa.xmlmanager.qg.com
- Patinage Magazine N°14 (Décembre 1988/Janvier 1989)